# Le petit prince a dit
Le petit prince a dit è un film del 1992 diretto da Christine Pascal.
È stato presentato nella Quinzaine des Réalisateurs al 45º Festival di Cannes.

## Riconoscimenti
- 1992 - Premio Louis-Delluc